# Adonisar
Adonisar (Adonis) är ett växtsläkte i familjen ranunkelväxter med omkring 20 arter, både ettåriga och fleråriga örter. De kommer ursprungligen från Europa och Asien. I Sverige räknas endast den fleråriga våradonis (A. vernalis) som inhemsk art. Ibland kan förvildade odlade former av sommaradonis (A. aestivalis) och höstadonis (A. annua) påträffas, båda är ettåriga och har röda blommor. En annan vanlig odlad art är guldadonis (A. amurensis) som likt våradanis är en flerårig, gulblommande ört. 
Adonisarnas arter blir mellan 10 och 40 centimeter höga med fjäder- eller dill-liknande blad. Blommorna är gula, orange eller röda och har mellan 5 och 30 kronblad. Adonisar trivs bäst på soliga växtplatser. De är giftiga och giftämnena liknar de som finns i fingerborgsblomma (Digitalis).
Släktets namn kommer från Adonis som i grekisk mytologi var Afrodites vackra älskare.

## Dottertaxa till Adonisar, i alfabetisk ordning[1]
- Adonis aestivalis
- Adonis aleppica
- Adonis amurensis
- Adonis annua
- Adonis baetica
- Adonis bobroviana
- Adonis chrysocyatha
- Adonis coerulea
- Adonis cretica
- Adonis cullelli
- Adonis cyllenea
- Adonis davidii
- Adonis dentata
- Adonis distorta
- Adonis eriocalycina
- Adonis flammea
- Adonis globosa
- Adonis hybrida
- Adonis leiosepala
- Adonis microcarpa
- Adonis mongolica
- Adonis multiflora
- Adonis nepalensis
- Adonis palaestina
- Adonis pyrenaica
- Adonis ramosa
- Adonis scrobiculata
- Adonis shikokuensis
- Adonis sibirica
- Adonis sutchuenensis
- Adonis tianschanica
- Adonis turkestanica
- Adonis vernalis
- Adonis villosa
- Adonis volgensis